# Dwars door Lausanne
Dwars door Lausanne (Frans: À Travers Lausanne) was een Zwitserse wielerwedstrijd die als individuele tijdrit werd verreden in en rond Lausanne. De eerste editie vond plaats in 1940 en de laatste werd verreden in 2001.

## Geschiedenis
De wedstrijd werd opgericht in 1940 om de sportieve activiteit te verhogen tijdens de Tweede Wereldoorlog. De eerste editie vond plaats dat jaar op 13 oktober en bestond uit één etappe van vierenhalve kilometer. Deze editie werd gewonnen door Ferdi Kübler, die later ook in 1941, 1942 en 1945 won. Tussen 1950 en 1966 vond de wedstrijd niet plaats. De eerste editie na deze onderbreking werd gewonnen door Raymond Poulidor, voor latere winnaar Eddy Merckx en Julio Jiménez. In 1968 werd het format van de wedstrijd aangepast, sindsdien bestond de wedstrijd uit twee etappes (een heuvel- en tijdrit). Joop Zoetemelk won de vijf opeenvolgende edities tussen 1975 en 1979. Tussen  1981 en 1995 stond de wedstrijd voor de tweede maal een geruime tijd niet op de kalender. De eerstvolgende editie werd gewonnen door thuisrijder Tony Rominger.

## Lijst van winnaars

### Meervoudige winnaars
| Overwinningen | Renner         | Land        | Jaren                        |
| ------------- | -------------- | ----------- | ---------------------------- |
| 5             | Joop Zoetemelk | Nederland   | 1975, 1976, 1977, 1978, 1979 |
| 4             | Ferdi Kübler   | Zwitserland | 1940, 1941, 1942, 1945       |
| 4             | Eddy Merckx    | België      | 1968, 1970, 1972, 1973       |

### Overwinningen per land
| Overwinningen | Land                      |
| ------------- | ------------------------- |
| 11            | Zwitserland               |
| 5             | België, Italië, Nederland |
| 2             | Frankrijk                 |
| 1             | Australië, Spanje         |